# Zens (Saksen-Anhalt)
Zens is een plaats in de Duitse deelstaat Saksen-Anhalt, en maakt deel uit van de Landkreis Salzlandkreis.
Zens telt 288 inwoners.

## Geschiedenis
De gemeente Zens is op 29 december 2007 opgegaan in de door samenvoeging van de toenmalige gemeenten Biere, Eggersdorf, Eickendorf, Großmühlingen, Kleinmühlingen, Welsleben en Zens ontstane gemeente Bördeland.